# 谷口芳紀
谷口 芳紀（たにぐち よしき、1949年〈昭和24年〉3月30日 - ）は、日本の政治家。兵庫県相生市長（7期）

## 来歴
兵庫県相生市那波野出身。
相生市立双葉小学校、淳心学院中学校・高等学校、慶應義塾大学法学部卒業。
大学卒業後、河本敏夫衆議院議員秘書を経て、2000年に相生市長選に出馬し初当選、以降は無投票再選が続いた。2024年5月12日に告示された市長選挙には元兵庫県議会議員の小西彦治も午前中に立候補を届け出たが、同月19日告示、26日投開票の静岡県藤枝市長選挙に立候補するため、告示日午後になって急遽、立候補を取りやめたため、6回連続無投票で谷口の7選が決まった。

## 人物
同じ2000年（平成12年）に初当選した、衆議院議員の山口壯（元二階派事務総長）は淳心学院の後輩。2003年（平成15年）の山陽新幹線姫路駅へののぞみの停車と、相生駅に停車するひかりの増発にあたっては、山口が「谷口さんから『山口さんが頼んだら、相生駅にひかりが止まるよ』と言われ、JR西日本に働きかけました」と語っている。なお当時、JR西の幹部にも淳心学院の先輩がいて、話は比較的スムーズだったという。

## 批判を受けた言動
- 2024年9月に兵庫県知事の斎藤元彦が、兵庫県庁内部告発文書問題を受けて不信任決議が可決されたことに伴う兵庫県知事選挙では、谷口を含む県内22市長が投開票日3日前の11月14日に前尼崎市長の稲村和美の支持を表明。会見で谷口は斎藤について、「私は少なくとも県知事として資格がないんじゃないか、こう思っています!」と述べ、机を力任せに叩いた[9]。斎藤への告発文書では斎藤が机を叩いて職員を叱責したことがパワーハラスメントにあたるなどと書かれており、県の百条委員会で斎藤はパワーハラスメントについては否定しつつ机を叩いた事実は認め、「不適切な行為だった」と述べていた[10]。これらの経緯から、SNS上では谷口の会見での振る舞いも不適切との批判を招いた[9]。市役所には電話とメールで合わせて約800件の否定的な意見が寄せられ、谷口は21日に市のホームページで謝罪文を掲載[11]。26日には県公館で行われた知事と県内首長との懇話会の場で、斎藤に直接謝罪した[12]。また、谷口ら22市長は後日、市長会の名前を利用し特定候補者の応援を行う選挙活動は公職選挙法違反であるとして兵庫県警および神戸地検に告発されている。